# Bukit Harapan (Merlung)
Bukit Harapan is een bestuurslaag in het regentschap Tanjung Jabung Barat van de provincie Jambi, Indonesië. Bukit Harapan telt 1307 inwoners (volkstelling 2010).